# TestDisk
TestDisk – program do odzyskiwania danych. Ma on przede wszystkim odzyskiwać utracone partycje oraz naprawiać uszkodzone sektory rozruchowe w sytuacjach, gdy te problemy spowodowane są przez wadliwe oprogramowanie, niektóre rodzaje wirusów lub błąd człowieka (np. przypadkowe skasowanie tablicy partycji)

## Funkcje programu
- naprawianie tablicy partycji, odzyskiwanie skasowanych partycji
- odzyskiwanie z kopii zapasowej sektora rozruchowego na partycjach FAT32, NTFS
- odbudowa sektora rozruchowego na partycjach FAT12/FAT16/FAT32, NTFS
- naprawianie tablicy FAT
- naprawianie MFT przy użyciu kopii MFT
- przywracanie skasowanych plików na partycjach FAT, NTFS i ext2
- kopiowanie plików skasowanych z partycji FAT, NTFS i ext2/ext3.

## Obsługa systemów plików
TestDisk obsługuje następujące systemy plików:
- BeFS (BeOS)
- BSD disklabel
- cramfs
- DOS/Windows FAT12, FAT16, FAT32
- Windows exFAT
- HFS, HFS+ i HFSX
- JFS
- ext2 i ext3
- Linux Swap
- LVM i LVM2
- Novell Storage Services (NSS)
- NTFS
- ReiserFS 3.5, 3.6 i 4
- Solaris i386 disklabel
- UFS i UFS2
- XFS